# Карима, Анна
Анна Карима (болг. Анна Карима; 1871, Бердянск — 6 марта 1949, София) — болгарская писательница и переводчица.

## Биография
Родилась в 1871 в Бердянске в семье революционера Тодора Велкова. Окончила среднюю школу в Софии. В 1888 она вышла замуж за Янко Саказова, с которым позже развелась. От этого брака имела троих детей.
Уже в молодости Карима увлеклась литературной деятельностью. Пишет рассказы, романы. Её первая повесть «Обыкновенная история» была напечатана в журнале «День» в 1891. С 1892 по 1895 редактировала журнал «Праздник». На сцене Национального театра ставятся его пьесы «Скип», «Загубленная жизнь» и «Над стеной».
Карима также проявляла себя в общественных делах, борясь за равенство женщин в обществе. В 1897 основала женское просветительское общество «Сознание». В 1901 она стала инициатором создания и первым президентом Болгарского Союза женщин.
В 1916 открыла в Софии первую коммерческую школу для девушек. Во время войн 1912–1918 занимается благотворительностью. Способствует созданию сиротского приюта. В 1917 редактировала газету «Булгарка».
В 1930 редактировала газету «Повик».
Умерла в 1949 в гостинице «Славянская Беседа» в Софии.

### Романы
- 1933 — «Голгофа»
- 1935 — «Ирина»

### Повести
- 1908 — «За свободата»

### Пьесы
- 1901 — «Подхлъзна се»
- 1907 — «Загубен живот»
- 1912 — «Над зида»
- 1931 — «Свобода»